# Strašničin mravljiščar
Strašničin mravljiščar (znanstveno ime Phengaris teleius) je metulj iz družine modrinov, ki je razširjen tudi v Sloveniji. 

## Opis
Odrasel metulj ima razpon kril med 33 in 37 mm, samci in samice pa so približno enako veliki. Metulji počivajo skoraj izključno na zdravilni strašnici, ko se vznemirijo pa nikoli ne odletijo dlje kot le do naslednje rastline, kjer se ponovno umirijo. Počivajo vedno z zloženimi krili. Letajo v juliju in avgustu. Zgornja stran kril samcev je sinjemodre barve, ima do 2 mm širok temen rob in vidne žile. Na osrednjem delu kril so okrogle do ovalne črne pike, po zunanjem robu kril pa poteka izrazit bel pas približno 1 mm dolgih resic. Spodnja stran kril je sivorjava, na ploskvi pa so jasno vidne belo obrobljene črne okrogle pege. V medžilnih prostorih tik ob robovih kril so še manjše pege. Samice imajo podobno spodnjo stran kril, zgornja stran pa je malo temnejše modre barve s širšim temnim robom in ima še bolj poudarjene temne žile. Mlade gosenice so škrlatno rjave barve s črno glavo.

## Biologija in ekologija
Samica izleže po eno okroglo jajčece z vdrtim vrhom izključno v cvetno glavico zdravilne strašnice (Sanguisorba officinalis). Po 7 do 10 dneh se iz jajčeca izleže gosenica, ki se zavrta v cvet in se tam prehranjuje z razvijajočimi se semeni, nato pa se spusti na tla in začne oddajati poseben feromon, podoben tistemu, ki ga oddajajo ličinke rdečih in gmajniških vozlastih mravelj. Mravlje delavke gosenico odnesejo v mravljišče, kjer se ta nato hrani z mravljim zarodom. Hladno obdobje leta gosenica v mravljišču hibernira, po približno 10 mesecih, nekje v mesecu juniju, pa se gosenice v mravljiščih zabubijo. V juliju ali avgustu se prelevijo v odrasle metulje, ki morajo hitro zapustiti mravljišče, da ga mravlje ne ubijejo.

## Razširjenost
Strašničin mravljiščar je palearktična vrsta, ki je razširjena v Avstriji, Sloveniji, Hrvaški, Češki, Franciji, Gruziji, Nemčiji, Madžarski, Italiji, Japonski, Kazahstanu, Mongoliji, Nizozemski, Poljski, Romuniji, Rusiji, severni Srbiji, Španiji, Švici in Ukrajini.

## Podvrste
Priznanih je šest podvrst strašničinega mravljiščarja.
- P. t. teleius osrednja Evropa, Kavkaz in zahodna Sibirija
- P. t. chosensis (Matsumura, 1927) južna Usurija
- P. t. euphemia (Staudinger, 1887) Amur Oblast, Usurija
- P. t. obscurata (Staudinger, 1892) Transbajkalija
- P. t. sinalcon Murayama, 1992 severna Kitajska
- P. t. splendens (Kozhantshikov, 1924) Altaj, Sajan